# Иван Крижан
Иван Крижан (Бачки Петровац, 23. април 1944) је сликар и педагог који спада у савремене значајније српске сликаре словачког порекла.

## Биографија и дело
Рођен је 23. априла 1944. године у Бачком Петровцу где је завршио основну школу и гимназију. Студирао је физилку културу на факултету за физичку културу у Београду а 1977. године је вишој педагошкој школи у Новом Саду, добио следећу диплому овај пут из ликовног образовања.
Највећи утицај на Ивана Крижана у Новом Саду имао је академски графичар и сликар професор Душан Миловановић из Београда који је правилно схватио Крижанову тежњу да се усавршава у сликарству. Као искусан ликовни педагог и успешан графичар и сликар пејзажа и мртве природе, стрпљиво је саветовао и усмеравао Ивана Крижана.
Сликањем се бави од 1958. године под утицајем словачке познате сликарке Ане Пиксиадесове које му је поклонила и његове прве уљане боје. Одтада учестално слика. Године 1970. је имао своју прву изложбу. Одтада је имао многе заједничке изложбе по целој војводини- на пример у Бачком Петровцу, Равном Селу, Панчеву, Новом Саду и и у Новом Београду.
По својој сликарској вокацији Крижан је пејзажиста. Интересује се углавном за јесењи и пролетни пејзаж који реализује увек реалистички у почетку више експресионистички и слободније са пастозним наношењем боја а касније одмереније са већом усредсређеношћу на детаље.
У своје дела иван Крижан како пре тако и у садашњости улаже емоционални дах и због тога његово дело можемо сматрати његовим личним вариатетом лирски заснованог експресионистичког реализма.
После Зуске Медведјове Иван Крижан је даљи значајни ликовни хроничар Бачког Петровца. На његовим сликама пулсира животом стари Бачки Петровац са својом архитектуром, Петровац који нестаје пред очима својих савременика.

## Критика о сликару
Сликарство Ивана Крижана састоји се из три важна елемента: изванредно познавање цртежа као основе за композицију слике, веома сензибилно одабирање мотива и широки спектар боја које се често удружују у пријатне и звучне хармоније целокупног доживљаја слике. Чини нам се да је Крижан у првом реду сликар колориста јер се труди да сваком делу површине слике да максималне колористичке вредности.
Слике Ивана Крижана треба, пре свега, доживети као реалистичку инспирацију битно обележену личним, лирским виђењем аутора. Наш поглед на његове слике неће заробити само боје и игре светлости и сенке већ и стварно речита тематска изнијансираност. Свака петровачка кућа која је пробудила уметничку фантазију аутора има своју историју.

## Активности сликара
Иван Крижан учествовао је на многим ликовним колонијама како у Србији тако и у иностранству, имао је преко 50 самосталних изложби у целој Југославији, Србији, Словачкој, Аустралији и велики број групних изложби такође у Србији и у свету а правилно учествује на Бијеналу словачких уметника у Бачком Петровцу. Његове слике украшавају просторе на четири континента. Члан је Удружења ликовних педагога Војводине и са њима је учествовао на многим хуманитарним манифестацијама.
Сликар Иван Крижан је ожењен а у браку са Аном, рођеном Канас- имао је сина, такође Ивана.

## Галерија
- Сликар приликом сликаља цркве у Кулпину